# Richard Riehle

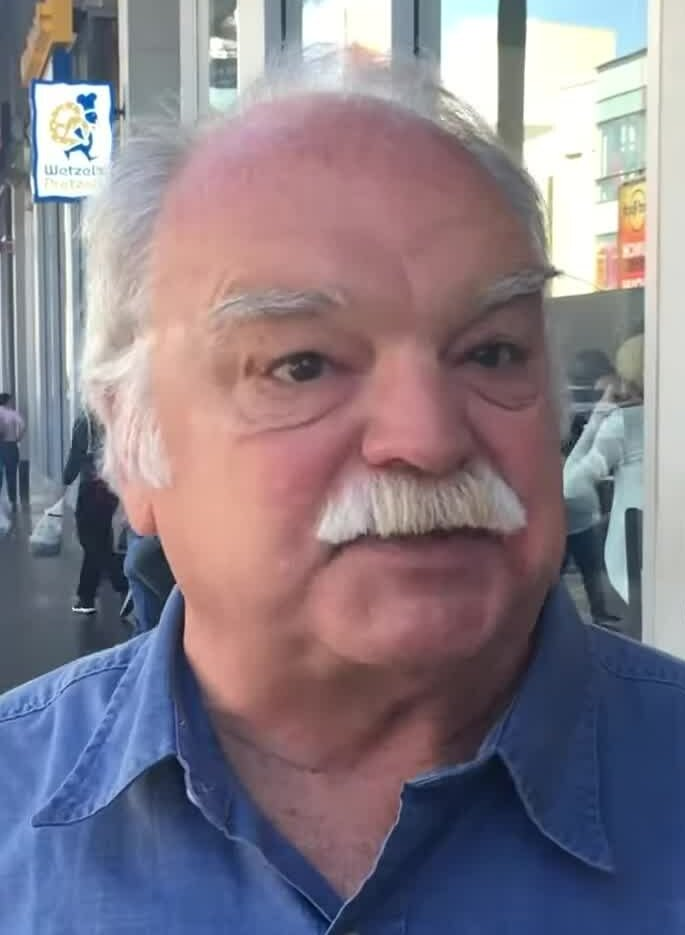
Richard Riehle, 2016

Richard Riehle (* 12. Mai 1948 in Menomonee Falls, Wisconsin) ist ein US-amerikanischer Schauspieler.

## Leben und Karriere
Riehle besuchte die University of Notre Dame, wo er unter anderem in studentischen Aufführungen von Antigone und Romeo und Julia auftrat. Nach seinem Bachelor-Abschluss 1970 reiste er nach Europa und erlernte in Salzburg und Innsbruck die deutsche Sprache. Nach weiteren Studien an der Academy of Dramatic Art in Rochester spielte er am Meadowbrook Theater in Michigan. 1976 zog er an die US-amerikanische Westküste und trat nach seinem Spielfilmdebüt in Joyride an der Seite von Robert Carradine und Melanie Griffith der Screen Actors Guild bei. Seine Filmkarriere sollte jedoch erst über eine Dekade später in Gang kommen. In der Zwischenzeit spielte Riehle Theater und hatte 1986 sein Debüt am Broadway.
Ab 1989 erhielt Riehle vermehrt Film- und Fernsehrollen; so spielte er neben Michael Douglas im Thriller Black Rain und neben Morgan Freeman und Denzel Washington in Glory und hatte Gastrollen in Falcon Crest und Golden Girls. Eine größere Nebenrolle spielte er 1992 an der Seite von Meg Ryan und Alec Baldwin in der Filmkomödie Bodyswitch. In den 1990er Jahren hatte er Nebenrolle in einer Reihe von Blockbustern wie Auf der Flucht, Free Willy – Ruf der Freiheit und Lethal Weapon 4 – Zwei Profis räumen auf. Seit Beginn der 2000er Jahre spielte er vermehrt in kleineren Film- und Fernsehproduktionen und hatte 2007 eine wiederkehrende Gastrolle in der Seifenoper Schatten der Leidenschaft.
Mit mehr als 400 Auftritten in Kino- und Fernsehproduktionen ist Riehle einer der produktivsten Schauspieler seiner Generation. Eine Hauptrolle in einer Fernsehserie hat er bislang abgesehen von der Sitcom Keine Gnade für Dad (2001–2005) nicht verkörpert, wobei seine Rolle nach den beiden ersten Staffeln von einer Haupt- zu einer wiederkehrenden Nebenrolle wurde.

## Filmografie (Auswahl)
- 1977: Joyride
- 1989: Black Rain
- 1989: Glory
- 1990–1991: Ferris Bueller (Fernsehserie, 13 Episoden)
- 1991: Grüne Tomaten (Fried Green Tomatoes)
- 1992: Ein ganz normaler Held (Hero)
- 1992: Von Mäusen und Menschen (Of Mice and Men)
- 1992: Der Reporter (The Public Eye)
- 1993: Auf der Flucht (The Fugitive)
- 1993: Free Willy – Ruf der Freiheit (Free Willy)
- 1994: Lightning Jack
- 1995: Casino
- 1996: Das Attentat (Ghosts of Mississippi)
- 1996: Driven
- 1996: The Fan
- 1996: Einsame Entscheidung (Executive Decision)
- 1996, 1999: Diagnose: Mord (Fernsehserie, 2 Episoden)
- 1997: 187 – Eine tödliche Zahl (One Eight Seven)
- 1998: Mein großer Freund Joe (Mighty Joe Young)
- 1998: Lethal Weapon 4
- 1998: Fear and Loathing in Las Vegas (Cameo-Auftritt)
- 1998: Immer noch ein seltsames Paar (The Odd Couple II)
- 1998: Das Mercury Puzzle (Mercury Rising)
- 1998: Desperate Measures
- 1999: Rent a Man – Ein Mann für gewisse Sekunden (Deuce Bigalow: Male Gigolo)
- 1999: Alles Routine (Office Space)
- 1998: Columbo: Das Aschenpuzzle (Ashes to Ashes, Fernsehreihe)
- 2000: Star Trek: Raumschiff Voyager – Fair Haven (Fernsehserie,[1] Episode 6x11)
- 2000: Columbo: Mord nach Takten (Murder with Too Many Notes)
- 2001–2005: Keine Gnade für Dad (Grounded for Life, Fernsehserie, 45 Episoden)
- 2001: Banditen! (Bandits)
- 2001: Joe Dreck (Joe Dirt)
- 2001: Ohne Worte (Say It Isn’t So)
- 2002: Emergency Room – Die Notaufnahme (ER, Fernsehserie, Episode 9x05)
- 2004: Palindrome
- 2004: Star Trek: Enterprise (Fernsehserie, 2 Episoden)
- 2006: Hatchet
- 2006: In der Hitze von L.A. (Hot Tamale)
- 2006: College Animals 2 (National Lampoon’s Dorm Daze 2)
- 2007: Smiley Face
- 2007: Big Stan
- 2007: The Man From Earth
- 2007: Wasting Away – Zombies sind auch nur Menschen (Wasting Away)
- 2008: Red
- 2009: Halloween II
- 2009: Messengers 2: The Scarecrow
- 2009: Psych (Fernsehserie, Episode 3x12)
- 2010: Killer Expendables (Killer by Nature)
- 2010: Santa Pfotes großes Weihnachtsabenteuer (The Search for Santa Paws)
- 2011: Harold & Kumar – Alle Jahre wieder (A Very Harold & Kumar 3D Christmas)
- 2011: Brautalarm (Bridesmaids)
- 2011: Chillerama
- 2012: Bad Ass
- 2012: Treasure Buddies – Schatzschnüffler in Ägypten (Treasure Buddies)
- 2013: Texas Chainsaw 3D
- 2013: The Secret Village
- 2013: Coffee, Kill Boss
- 2013: The Night Before Halloween (Mischief Night)
- 2013–2014: Die Legende von Korra (The Legend of Korra, Fernsehserie, 17 Episoden, Sprechrolle)
- 2014: The Scribbler
- 2014: Always Woodstock
- 2014: Gone Doggy Gone
- 2014: Friended to Death
- 2014: Transformers: Ära des Untergangs (Transformers: Age of Extinction)
- 2014: Amnesiac
- 2014: Two and a Half Men (Fernsehserie, Episode 12x08)
- 2015: Primrose Lane
- 2015: Small Town Famous (Fernsehserie, 3 Episoden)
- 2015: Sex, Death and Bowling
- 2015: Helen Keller vs. Nightwolves
- 2015, 2017: Navy CIS (NCIS, Fernsehserie, 2 Episoden)
- 2016: Last Man Club
- 2016: Schlep
- 2017: Pitching Tents
- 2017: Breaking Legs
- 2017: Nowhere, Michigan
- 2017: 20 Weeks
- 2017: You Have a Nice Flight
- 2017: The Meanest Man in Texas
- 2018: Bad Apples
- 2018: Living Room Coffin
- 2018: Fishbowl California
- 2018: PupParazzi
- 2018: West of Hell
- 2018: Randy’s Canvas
- 2018: The Invisible Mother
- 2018: Puppy Star Christmas
- 2018: Deadman Standing
- 2018: Jimmy’s Jungle
- 2019: Chase
- 2019: Delight in the Mountain
- 2019: 3 from Hell
- 2020: Faith Based
- 2020: 4/20
- 2021: Far More
- 2021: Digging to Death
- 2021: For the Hits
- 2021: Moon Manor
- 2021: Destination Marfa
- 2021: The Invisible Raptor
- 2021: The Wedding Pact 2: The Baby Pact
- 2021: Tree Secrets
- 2021: The Legend of Resurrection Mary
- 2022: Madelines
- 2023: Barry (Fernsehserie, 2 Episoden)

## Theatrografie
- 1986: Execution of Justice (Virginia Theatre, New York City)
- 1987: The Birthday Party (East 13th Street/CSC Theatre, New York City)
- 1987–1988: A Midsummer Night′s Dream (Joseph Papp Public Theater / Anspacher Theater, New York City)
- 1988: Right Behind the Flag (Playwrights Horizons, New York City)
- 1988: Just Say No (WPA Theatre, New York City)
- 1988–1989: Phaedra Britannica (East 13th Street/CSC Theatre, New York City)
- 1989: The Birthday Party (East 13th Street/CSC Theatre, New York City)
- 1989: Mountain Language (East 13th Street/CSC Theatre, New York City)
- 1999: The Iceman Cometh (Brooks Atkinson Theatre, New York City)
- 2002: The Man Who Had All the Luck (American Airlines Theatre, New York City)